# Ohaba (okręg Dolj)
Ohaba – wieś w Rumunii, w okręgu Dolj, w gminie Melinești. W 2011 roku liczyła 326 mieszkańców.